# Region Północno-Wschodni (Wietnam)

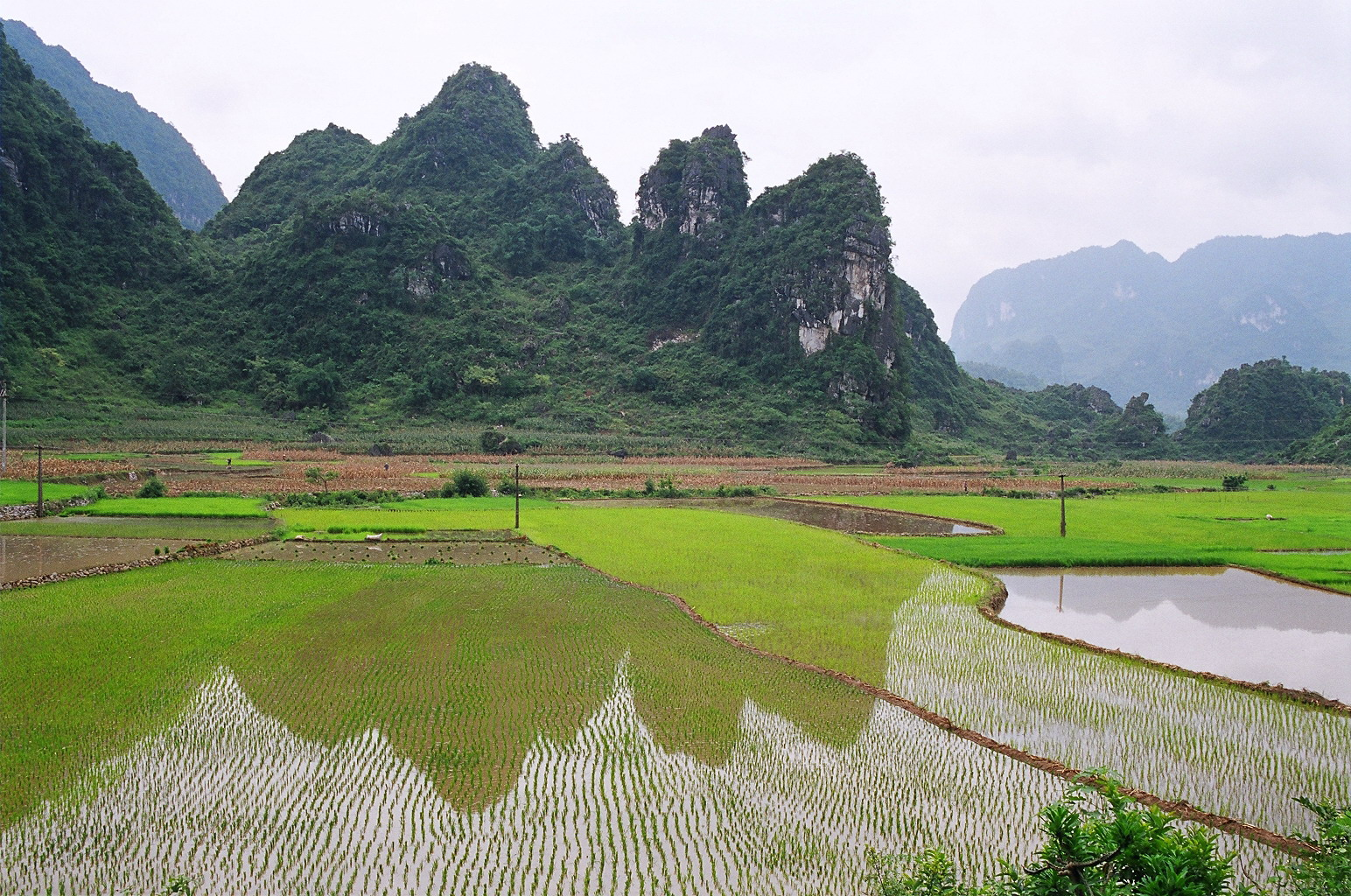
Krajobraz północno-wschodniego Wietnamu

Region Północno-Wschodni (wiet. Đông Bắc) – region Wietnamu, w północno-wschodniej części kraju. Na północy region graniczy z Chinami.
W skład regionu wchodzi jedenaście prowincji.

## Prowincje
- Bắc Giang
- Bắc Kạn
- Cao Bằng
- Hà Giang
- Lạng Sơn
- Lào Cai
- Phú Thọ
- Quảng Ninh
- Thái Nguyên
- Tuyên Quang
- Yên Bái